# Georg Laich
Georg Laich (* 2. August 1965 in Innsbruck) ist ein österreichischer Journalist und Fernsehmoderator.

## Leben
Laich studierte Rechtswissenschaften an der Universität Innsbruck. Von 1988 bis 1990 war er Freier Mitarbeiter im ORF Tirol, anschließend Reporter und Chef vom Dienst in der Radioinformation. Seit 1991 ist er Moderator von „Tirol heute“ und dabei seit 2021 der österreichweit dienstälteste Moderator von „Bundesland heute“. Von 1995 bis 2005 war er Leiter der „Tirol heute“-Redaktion, danach bis 2007 Chefproducer der Information im ORF Tirol. Seitdem ist er unter anderem Gestalter von Dokumentationen, Moderator bei Licht ins Dunkel und Redaktionsverantwortlicher der Sendung „Mei liabste Weis“. Von 2017 bis April 2022 war er stellvertretender Chefredakteur des ORF Tirol. Nachdem der bisherige Chefredakteur David Runer mit April 2022 den ORF verlassen hatte, übernahm Laich diese Funktion interimistisch, ehe er auf Vorschlag von ORF Tirol-Landesdirektorin Esther Mitterstieler mit 1. Juni 2022 von Roland Weißmann zum neuen Chefredakteur bestellt wurde. Am 20. September 2022 moderierte er gemeinsam mit Susanne Schnabl die Diskussionssendung „Wahl 22: Tirol – Die Konfrontation“ zur Landtagswahl in Tirol 2022. Am 25. April 2024 moderierte er gemeinsam mit Daniela Schmiderer die Diskussionssendung zur Bürgermeister-Stichwahl in Innsbruck.

## Privates
Laich ist verheiratet und Vater einer Tochter und eines Sohnes.

## Filmografie
- 1993: Die Piefke-Saga Episode 4 als Schorsch vom Sender Tirol